# Paskweten z Vannes
Paskweten, Pascweten lub Paskwezhen (zm. 876) – hrabia Vannes i książę Bretanii, syn Ridoredha z Vannes, prominentny i bogaty arystokrata, zięć księcia Bretanii Salomona.

## Życiorys
Po raz pierwszy pojawia się w źródłach w latach 50. IX w. jako dworzanin księcia Erispoe. Posiadał włości w południowo-wschodniej Bretanii. W sierpniu 867 r. w imieniu teścia negocjował warunki pokoju z królem Franków Zachodnich Karolem Łysym.
W 874 r. stanął na czele spisku, który doprowadził do zamordowania Salomona. Wkrótce jednak doszło do konfliktu z innym ze spiskowców, Gurvandem z Rennes, o władzę nad Bretanią. Przez kolejne dwa lata Bretania była pogrążona w wojnie domowej. Po śmierci obu pretendentów, którzy zmarli w 876 r., wojnę domową kontynuowali Alan I Wielki (brat Paskwetena) i Judicael z Rennes.